# 管寧
管 寧（かん ねい、158年 - 241年）は、中国後漢末期から三国時代の学者。字は幼安。青州北海郡朱虚県（現在の山東省濰坊市臨朐県）の人。子は管邈。『三国志』魏志に伝がある。

## 生涯
16歳のとき、父を亡くした。母方の親戚が裕福であったため、管寧に葬儀の香典を送ったが、管寧は受け取りをすべて拒否して、父の弔いを自力で質素に済ませた。成長した彼は身長も八尺となり、顔には美しい髭を生やした。
平原の華歆、同郷の邴原と異郷に遊学し、陳寔に師事した。
後に戦乱が起きると、遼東太守の公孫度の政治の評判を聞き、邴原や平原の王烈らと遼東に避難した。公孫度が屋敷を空けて管寧達を歓迎したが、管寧達は公孫度に会うと、山中に庵を結んでそこに居住した。
曹操が司空になると管寧を招聘したが、公孫康はこの知らせを管寧に伝えなかった。
中原が安定すると、遼東に避難していた人達が相次いで帰郷していったが、管寧だけは遼東に留まった。
黄初4年（223年）、魏において賢人を求める詔勅が出されると、司徒になっていた華歆は管寧を推挙した。曹丕（文帝）が管寧を招聘したため、管寧はそれに応じて故郷に戻ることになった。このとき公孫恭は、管寧のために直々に郡境の南まで見送りに出向き、衣服や器物を贈ったという。管寧はそれまで公孫度・公孫康・公孫恭から贈られた物をすべて受け取っていたが、海を渡りきるとそれらの物に封をして、すべて送り返した。
詔勅により太中大夫に任命されたが、管寧はこれを辞退した。
曹叡（明帝）が即位すると、太尉になっていた華歆は自分の官位を辞退して管寧に譲ろうとした。曹叡は気がすすまなかったともいうが、管寧を光禄勲に任命するよう詔勅を下し、青州刺史にも命令し州に彼を招聘させようとした。管寧は上書して感謝の意を示しつつも、丁重にこれを辞退した。
黄初年間から青龍年間にかけて、このような招待と辞退が繰り返されたという。あるとき曹叡が、青州刺史の程喜に対し管寧の消息を尋ねさせたところ、程喜は「管寧は高潔な生き方を貫こうとしているというよりも、老いで智力も体力も衰えているのでございましょう」と述べた。
正始2年（241年）、太僕の陶丘一、永寧宮の衛尉の孟観、侍中の孫邕、中書侍郎の王基は上奏し、管寧を推挙した。管寧の元に車が出され、贈り物も与えられたが、管寧は老衰のため死去していた。84歳であった。

## 人物
華歆が竜の頭、邴原が竜の腹、管寧が竜の尾と評された。華歆の人格を卑しんで絶交したという逸話（割席断交）があり、小説『三国志演義』にも採用されている。
また、同じく遼東に避難して一生を終えた王烈も、その当時は管寧以上に名声が高い人物であったが、管寧には劣るとされた。
『傅子』によると、春秋時代の斉の宰相管仲の末裔であるという。斉において田氏が台頭した後、管一族は斉を退去し、魯や楚の地に移住した。管寧の九代前の先祖である管少卿が、燕令として初めて朱虚の地に土着したという。
公孫度と最初に対面したとき、管寧は経典の話だけをし世俗の話題について言及しなかったという。また、山中に住んだ彼のところには避難民が集まり、ついには町ができたという。管寧は学者として振る舞い、同じ学者としか面会しないように振舞った。このため公孫度から安心され、人民も徳に感化されたという。人民が管寧の徳に感化されたことにより、ついに近隣での闘争が途絶えたという逸話が、皇甫謐の『高士伝』に記述されている。
邴原は剛直な性格であったため、公孫度ら為政者との関係が何度か緊張した。管寧は邴原に処世の方策を伝え、こっそりと故郷に戻らせたという。
公孫康は郡を支配するようになると、やがて王を称する野心を抱くようになっていた。また、管寧の名声を利用するため、手段を講じて配下に迎えさせようとしたが、いざ管寧の徳の高さを目の前にすると、はっきりと態度に示すことができなかったという。
管寧が公孫恭の元から立ち去る頃、公孫淵が野心あふれる人物となっていたことから、やがて公孫淵が公孫恭から位を奪って天下に争乱を起こすと予期した。まもなくその通りとなり、遼東の死者は4桁に上った。また、管寧が海路を進んだときは、暴風雨に遭って他の船がすべて沈む中、管寧の船のみは無事であったばかりか、どこからともなく光が指し、無人島に難を逃れたことがあったという。